# Lophochernes indicus
Espèce
Lophochernes indicus est une espèce de pseudoscorpions de la famille des Cheliferidae.

## Distribution
Cette espèce se rencontre en Inde, au Népal et au Bhoutan.

## Description
Les mâles mesurent de 2 à 2,2 mm et les femelles de 2 à 2,5 mm.

## Étymologie
Son nom d'espèce lui a été donné en référence au lieu de sa découverte, l'Inde.

## Publication originale
- Beier, 1967 : Pseudoscorpione vom kontinentalen Südost-Asien. Pacific Insects, vol. 9, p. 341-369 (texte intégral).